# Mihály Káprály
Mihály Káprály (Nyíregyháza, 23 november 1990) is een Hongaars voetbalscheidsrechter. Hij is in dienst van FIFA en UEFA sinds 2023. Ook leidt hij sinds 2020 wedstrijden in de Nemzeti Bajnokság.
Op 27 juni 2020 leidde Káprály zijn eerste wedstrijd in de Hongaarse nationale competitie. Tijdens het duel tussen Zalaegerszegi TE en MOL Fehérvár (1–1) trok de leidsman driemaal de gele kaart. Zijn eerste interland floot hij op 7 juni 2024, toen Albanië met 3–1 won van Azerbeidzjan door doelpunten van Nedim Bajrami, Rey Manaj en Qazim Laçi en een tegengoal van Musa Qurbanlı. Tijdens deze wedstrijd deelde Káprály één gele kaart uit.

## Interlands
| Datum       | Plaats                 | Wedstrijd              | Uitslag | Competitie        | Kreeg geel | Kreeg voor de tweede keer geel en dus rood | Weggestuurd |
| ----------- | ---------------------- | ---------------------- | ------- | ----------------- | ---------- | ------------------------------------------ | ----------- |
| 7 juni 2024 | Szombathely, Hongarije | Albanië – Azerbeidzjan | 3 – 1   | Vriendschappelijk | 1          | 0                                          | 0           |

Laatst bijgewerkt op 27 juni 2024.